# Les Riceys (tổng)
Tổngs Riceys là một tổng của Pháp nằm ở tỉnh Aube trong vùng Grand Est.
Tổng này được tổ chức xung quanh s Riceys ở quận Troyes. 

## Hành chính
| Giai đoạn | Ủy viên            | Đảng | Tư cách  |
| --------- | ------------------ | ---- | -------- |
| 2008-2014 | Jean-Claude Mathis | UMP  | Đại biểu |
| 2001-2008 | Jean-Claude Mathis | RPR  | Đại biểu |

## Các đơn vị hành chính
Tổngs Riceys bao gồm 7 xã với dân số 2 448 người (điều tra năm 1999, dân số không tính trùng).
| Xã                  | Dân số | Mã bưu chính | Mã insee |
| ------------------- | ------ | ------------ | -------- |
| Arrelles            | 73     | 10340        | 10009    |
| Avirey-Lingey       | 210    | 10340        | 10022    |
| Bagneux-la-Fosse    | 199    | 10340        | 10025    |
| Balnot-sur-Laignes  | 175    | 10110        | 10029    |
| Bragelogne-Beauvoir | 272    | 10340        | 10058    |
| Channes             | 143    | 10340        | 10079    |
| Les Riceys          | 1 376  | 10340        | 10317    |

## Thông tin nhân khẩu
| 1962                                                     | 1968  | 1975  | 1982  | 1990  | 1999  |
| -------------------------------------------------------- | ----- | ----- | ----- | ----- | ----- |
| 2 655                                                    | 2 821 | 2 747 | 2 641 | 2 511 | 2 448 |
| Nombre retenu à partir de 1962 : dân số không tính trùng |       |       |       |       |       |